# Valiant Lady
Valiant Lady è una nave da crociera per soli adulti gestita da Virgin Voyages. Dopo essere stata ordinata nell'ottobre 2016 dal costruttore navale italiano Fincantieri, la sua cerimonia della moneta si è tenuta a febbraio 2019 ed è stata varata a maggio 2020 dal cantiere navale di Sestri Ponente. È stata consegnata alla Virgin nel luglio 2021 come seconda nave della flotta e ha effettuato il suo viaggio inaugurale nel marzo 2022 da Portsmouth. Con una stazza di 110.000 tonnellate e una lunghezza di 278 metri per una capacità di 2.770 passeggeri, fu costruita con proporzioni simili alla nave gemella più anziana Scarlet Lady.

## Storia
Il 4 dicembre 2014, il fondatore di Virgin Group, Richard Branson ha annunciato che Virgin Group stava formando Virgin Cruises, insieme al sostegno di Bain Capital, e ha rivelato i piani per la costruzione di due nuove navi da crociera. Il 23 giugno 2015 Virgin Cruises ha annunciato di aver firmato una lettera di intenti con il costruttore navale italiano Fincantieri per tre navi da crociera che potevano ospitare ciascuna circa 2.800 passeggeri e 1.150 membri dell'equipaggio per viaggi di sette giorni ai Caraibi. Secondo quanto riferito, l'ordine di tre navi è costato 2,55 miliardi di dollari, con la seconda nave prevista per iniziare a operare nel 2021. Il contratto dell'ordine per le navi è stato formalmente firmato il 18 ottobre 2016, lo stesso giorno in cui Virgin Cruises è stata rinominata Virgin Voyages. Nell'unirsi alla sua nave gemella, i dettagli iniziali hanno rivelato che misurerebbe 110.000 tonnellate, 277 metri di lunghezza e 38 metri di larghezza, con 1.400 cabine passeggeri per ospitare fino a circa 2.700 passeggeri, accompagnati da 1.150 membri dell'equipaggio. 
Il 20 luglio 2018 Virgin ha inaugurato la costruzione della sua seconda nave con la cerimonia del taglio della lamiera presso lo stabilimento Fincantieri di Sestri Ponente. La cerimonia della moneta si è svolta l'8 febbraio 2019. Il 19 novembre 2019, Virgin ha rivelato il nome della sua seconda nave come Valiant Lady. Durante la pandemia di COVID-19, si sono verificati ritardi nella costruzione a seguito della sospensione delle attività di Fincantieri. Originariamente previsto per essere varata nel marzo 2020, Valiant Lady è stata varata con due mesi di ritardo rispetto al programma, il 20 maggio 2020, ed è stata spostata in un nuovo ormeggio per completare il suo lavoro di allestimento. La nave è stata consegnata il 1 luglio 2021 insieme al varo della futura gemella Resilient Lady.
La Valiant Lady è entrata in servizio il 18 marzo 2022, effettuando una crociera di tre notti da Portsmouth, in Inghilterra, a Zeebrugge, in Belgio. È prevista la continuazione della navigazione da Portsmouth con itinerari in Belgio, Spagna, Portogallo e Isole Canarie prima di riposizionarsi nel Mediterraneo nell'estate 2022. Da maggio 2022 salpa da Barcellona verso destinazioni in Italia,  Spagna, Gibilterra e Francia. Si trasferirà poi a Miami, in Florida nell'ottobre 2022 per operare crociere nei Caraibi durante l'inverno, prima di tornare nel Mediterraneo nell'estate 2023.

## Caratteristiche
La Valiant Lady ha 17 ponti, di cui 13 accessibili ai passeggeri. Sul ponte 15 sono presenti 78 lussuose suite con un totale di 1.430 cabine. La nave ha una capacità di 2 770 passeggeri e 1 160 membri dell'equipaggio.

## Incidenti
Il 31 marzo 2022, la Valiant Lady si trovava al largo del Portogallo mentre la nave si dirigeva a Lisbona quando un passeggero è caduto in mare. A causa di ciò venne ritardato l'arrivo a Lisbona, prima e a Portsmouth poi. La società afferma che secondo la loro indagine sia stato un atto intenzionale e non è stato commesso alcun reato. A causa di questo inconveniente la compagnia croceristica ha offerto ai passeggeri un viaggio gratuito per l'estate nel Mediterraneo.